# 24 Ore di Le Mans 2011
La 24 Ore di Le Mans 2011 è stata la 79ª maratona automobilistica svoltasi sul Circuit de la Sarthe di Le Mans, in Francia, e ha avuto luogo l'11 e il 12 giugno 2011. È stata il terzo appuntamento dell'Intercontinental Le Mans Cup 2011: non succedeva dal 1992 che la corsa facesse parte di un Campionato Mondiale o di una Coppa Internazionale, quando allora faceva parte del Campionato del mondo sportprototipi.

## Qualifiche
- Il leader di ogni classe è scritto in grassetto e ombreggiato di giallo.

| Pos. | #   | Squadra                       | Auto                       | Classe     | Tempo    | Distacco | Griglia |
| ---- | --- | ----------------------------- | -------------------------- | ---------- | -------- | -------- | ------- |
| 1    | 2   | Audi Sport Team Joest         | Audi R18 TDI               | LMP1       | 3:25.738 |          | 1       |
| 2    | 1   | Audi Sport Team Joest         | Audi R18 TDI               | LMP1       | 3:25.799 | +0.061   | 2       |
| 3    | 9   | Team Peugeot Total            | Peugeot 908                | LMP1       | 3:26.010 | +0.272   | 3       |
| 4    | 8   | Peugeot Sport Total           | Peugeot 908                | LMP1       | 3:26.156 | +0.418   | 4       |
| 5    | 3   | Audi Sport North America      | Audi R18 TDI               | LMP1       | 3:26.272 | +0.427   | 5       |
| 6    | 7   | Peugeot Sport Total           | Peugeot 908                | LMP1       | 3:26.165 | +0.534   | 6       |
| 7    | 10  | Oreca Matmut                  | Peugeot 908 HDi FAP        | LMP1       | 3:30.084 | +4.346   | 7       |
| 8    | 12  | Rebellion Racing              | Lola B10/60 Coupe-Toyota   | LMP1       | 3:32.883 | +7.145   | 8       |
| 9    | 16  | Pescarolo Team                | Pescarolo-Judd             | LMP1       | 3:33.066 | +7.328   | 9       |
| 10   | 13  | Rebellion Racing              | Lola B10/60 Coupe-Toyota   | LMP1       | 3:34.573 | +8.835   | 10      |
| 11   | 15  | OAK Racing                    | OAK Pescarolo-Judd         | LMP1       | 3:34.933 | +9.195   | 11      |
| 12   | 22  | Kronos Racing                 | Lola-Aston Martin          | LMP1       | 3:36.551 | +10.813  | 12      |
| 13   | 20  | Quifel-ASM Team               | Zytek 09S                  | LMP1       | 3:37.393 | +11.655  | 13      |
| 14   | 26  | Signatech Nissan              | Oreca 03-Nissan            | LMP2       | 3:41.458 | +15.720  | 14      |
| 15   | 24  | OAK Racing                    | OAK Pescarolo-Judd         | LMP1       | 3:41.908 | +16.170  | 15      |
| 16   | 42  | Strakka Racing                | HPD ARX-01d                | LMP2       | 3:42.615 | +16.877  | 16      |
| 17   | 48  | Oreca Matmut                  | Oreca 03-Nissan            | LMP2       | 3:43.098 | +17.360  | 17      |
| 18   | 39  | Pecom Racing                  | Lola B11/40-Judd BMW       | LMP2       | 3:43.223 | +17.485  | 18      |
| 19   | 49  | OAK Racing                    | OAK Pescarolo-Judd BMW     | LMP2       | 3:43.479 | +17.741  | 19      |
| 20   | 41  | Greaves Motorsport            | Zytek Z11SN-Nissan         | LMP2       | 3:43.802 | +18.064  | 20      |
| 21   | 40  | Race Performance              | Oreca 03-Judd BMW          | LMP2       | 3:44.294 | +18.556  | 21      |
| 22   | 007 | Aston Martin Racing           | Aston Martin AMR-One       | LMP1       | 3:45.918 | +20.180  | 22      |
| 23   | 36  | RML Group/Ray Mallock Limited | HPD ARX-01d                | LMP2       | 3:47.308 | +21.570  | 23      |
| 24   | 5   | Hope Racing                   | Oreca Swiss HY Tech-Hybrid | LMP1       | 3:47.691 | +21.953  | 24      |
| 25   | 009 | Aston Martin Racing           | Aston Martin AMR-One       | LMP1       | 3:48.355 | +22.617  | 25      |
| 26   | 44  | Extrême Limite AM Paris       | Norma M200P-Judd BMW       | LMP2       | 3:48.420 | +22.682  | 26      |
| 27   | 35  | OAK Racing                    | OAK Pescarolo-Judd BMW     | LMP2       | 3:48.665 | +22.927  | 27      |
| 28   | 33  | Level 5 Motorsports           | Lola Coupe-HPD             | LMP2       | 3:48.863 | +23.125  | 28      |
| 29   | 55  | BMW Motorsport                | BMW M3                     | LM GTE Pro | 3:57.592 | +31.854  | 29      |
| 30   | 51  | AF Corse SRL                  | Ferrari 458 Italia         | LM GTE Pro | 3:58.040 | +32.302  | 30      |
| 31   | 56  | BMW Motorsport                | BMW M3                     | LM GTE Pro | 3:58.426 | +32.688  | 31      |
| 32   | 74  | Corvette Racing               | Corvette C6 ZR1            | LM GTE Pro | 3:59.519 | +33.781  | 32      |
| 33   | 89  | Hankook Team Farnbacher       | Ferrari 458 Italia         | LM GTE Pro | 3:59.519 | +33.781  | 33      |
| 34   | 73  | Corvette Racing               | Corvette C6 ZR1            | LM GTE Pro | 3:59.633 | +33.895  | 34      |
| 35   | 77  | Team Felbermayr-Proton        | Porsche 997 GT3 RSR        | LM GTE Pro | 3:59.662 | +33.924  | 35      |
| 36   | 59  | Luxury Racing                 | Ferrari 458 Italia         | LM GTE Pro | 3:59.901 | +34.163  | 36      |
| 37   | 75  | Prospeed Competition          | Porsche 997 GT3 RSR        | LM GTE Pro | 3:59.962 | +34.224  | 37      |
| 38   | 79  | Jota Racing                   | Aston Martin V8 Vantage    | LM GTE Pro | 4:00.747 | +35.009  | 38      |
| 39   | 66  | JMW Motorsport                | Ferrari 458 Italia         | LM GTE Pro | 4:00.890 | +35.152  | 39      |
| 40   | 80  | Flying Lizard Motorsports     | Porsche 997 GT3 RSR        | LM GTE Pro | 4:01.024 | +35.286  | 40      |
| 41   | 58  | Luxury Racing                 | Ferrari 458 Italia         | LM GTE Pro | 4:01.176 | +35.438  | 41      |
| 42   | 61  | AF Corse SRL                  | Ferrari F430               | LM GTE Am  | 4:01.282 | +35.544  | 42      |
| 43   | 88  | Team Felbermayr-Proton        | Porsche 997 GT3 RSR        | LM GTE Pro | 4:01.752 | +36.014  | 43      |
| 44   | 71  | AF Corse SRL                  | Ferrari 458 Italia         | LM GTE Pro | 4:02.216 | +36.478  | 44      |
| 45   | 76  | IMSA Performance Matmut       | Porsche 997 GT3 RSR        | LM GTE Pro | 4:02.548 | +36.810  | 45      |
| 46   | 63  | Proton Competition            | Porsche 997 GT3 RSR        | LM GTE Am  | 4:03.532 | +37.794  | 46      |
| 47   | 81  | Flying Lizard Motorsports     | Porsche 997 GT3 RSR        | LM GTE Am  | 4:03.648 | +37.910  | 47      |
| 48   | 70  | Larbre Compétition            | Porsche 997 GT3 RSR        | LM GTE Am  | 4:03.918 | +38.180  | 48      |
| 49   | 83  | JMB Racing                    | Ferrari F430               | LM GTE Am  | 4:04.640 | +38.902  | 49      |
| 50   | 60  | Gulf AMR Middle East          | Aston Martin V8 Vantage    | LM GTE Am  | 4:04.825 | +39.087  | 50      |
| 51   | 57  | Krohn Racing                  | Ferrari F430               | LM GTE Am  | 4:05.211 | +39.473  | 51      |
| 52   | 50  | Larbre Compétition            | Corvette C6 ZR1            | LM GTE Am  | 4:05.955 | +40.217  | 52      |
| 53   | 62  | CRS Racing                    | Ferrari F430               | LM GTE Am  | 4:07.236 | +41.498  | 53      |
| 54   | 65  | Lotus Jetalliance Racing      | Lotus Evora                | LM GTE Pro | 4:07.465 | +41.727  | 54      |
| 55   | 68  | Robertson Racing LLC          | Ford GT-Doran              | LM GTE Am  | 4:08.208 | +42.470  | 55      |
| 56   | 64  | Lotus Jetalliance Racing      | Lotus Evora                | LM GTE Pro | 4:12.569 | +46.831  | 56      |

## Gara
Il pilota dell'Audi Sport Team Joest, Benoît Tréluyer, ottiene per l'Audi la prima pole position dopo cinque anni, mentre la vettura gemella completa la prima fila. Due incidenti molto violenti causati da incomprensioni durante i doppiaggi eliminano due delle tre Audi (la #3 di McNish-Capello-Kristensen dopo nemmeno un'ora di corsa, e la #1 di Rockenfeller-Bernhard-Dumas nella notte), ma l'Audi R18 TDI #2 sola rimasta di Tréluyer-Fässler-Lotterer riesce a tenere a bada il trio delle Peugeot 908, andando a cogliere la vittoria per soli 13.8 secondi, terzo distacco minimo di sempre nella storia di Le Mans, dopo quello del 1966 tra le due Ford GT40 di Amon-McLaren e Miles-Hulme arrivate per ordine di scuderia in parata e quello molto più combattuto del 1969 tra la Ford GT40 di Ickx-Oliver e la Porsche 908 di Herrmann-Larrousse.

## Classifica finale
| Pos.             | Classe    | #   | Squadra                       | Piloti                                                            | Telaio                               | Gomme | Giri |
| Pos.             | Classe    | #   | Squadra                       | Piloti                                                            | Motore                               | Gomme | Giri |
| ---------------- | --------- | --- | ----------------------------- | ----------------------------------------------------------------- | ------------------------------------ | ----- | ---- |
| 1                | LMP1      | 2   | Audi Sport Team Joest         | Marcel Fässler André Lotterer Benoît Tréluyer                     | Audi R18 TDI                         | M     | 355  |
| 1                | LMP1      | 2   | Audi Sport Team Joest         | Marcel Fässler André Lotterer Benoît Tréluyer                     | Audi TDI 3.7 L Turbo V6 (Diesel)     | M     | 355  |
| 2                | LMP1      | 9   | Team Peugeot Total            | Sébastien Bourdais Simon Pagenaud Pedro Lamy                      | Peugeot 908                          | M     | 355  |
| 2                | LMP1      | 9   | Team Peugeot Total            | Sébastien Bourdais Simon Pagenaud Pedro Lamy                      | Peugeot HDi 3.7 L Turbo V8 (Diesel)  | M     | 355  |
| 3                | LMP1      | 8   | Peugeot Sport Total           | Stéphane Sarrazin Franck Montagny Nicolas Minassian               | Peugeot 908                          | M     | 353  |
| 3                | LMP1      | 8   | Peugeot Sport Total           | Stéphane Sarrazin Franck Montagny Nicolas Minassian               | Peugeot HDi 3.7 L Turbo V8 (Diesel)  | M     | 353  |
| 4                | LMP1      | 7   | Peugeot Sport Total           | Anthony Davidson Alexander Wurz Marc Gené                         | Peugeot 908                          | M     | 351  |
| 4                | LMP1      | 7   | Peugeot Sport Total           | Anthony Davidson Alexander Wurz Marc Gené                         | Peugeot HDi 3.7 L Turbo V8 (Diesel)  | M     | 351  |
| 5                | LMP1      | 10  | Team Oreca-Matmut             | Nicolas Lapierre Loïc Duval Olivier Panis                         | Peugeot 908 HDi FAP                  | M     | 339  |
| 5                | LMP1      | 10  | Team Oreca-Matmut             | Nicolas Lapierre Loïc Duval Olivier Panis                         | Peugeot HDi 5.5 L Turbo V12 (Diesel) | M     | 339  |
| 6                | LMP1      | 12  | Rebellion Racing              | Nicolas Prost Neel Jani Jeroen Bleekemolen                        | Lola B10/60                          | M     | 338  |
| 6                | LMP1      | 12  | Rebellion Racing              | Nicolas Prost Neel Jani Jeroen Bleekemolen                        | Toyota RV8KLM 3.4 L V8               | M     | 338  |
| 7                | LMP1      | 22  | Kronos Racing Marc VDS Racing | Vanina Ickx Bas Leinders Maxime Martin                            | Lola-Aston Martin B09/60             | M     | 328  |
| 7                | LMP1      | 22  | Kronos Racing Marc VDS Racing | Vanina Ickx Bas Leinders Maxime Martin                            | Aston Martin 6.0 L V12               | M     | 328  |
| 8                | LMP2      | 41  | Greaves Motorsport            | Karim Ojjeh Olivier Lombard Tom Kimber-Smith                      | Zytek Z11SN                          | D     | 326  |
| 8                | LMP2      | 41  | Greaves Motorsport            | Karim Ojjeh Olivier Lombard Tom Kimber-Smith                      | Nissan VK45DE 4.5 L V8               | D     | 326  |
| 9                | LMP2      | 26  | Signatech Nissan              | Soheil Ayari Franck Mailleux Lucas Ordóñez                        | Oreca 03                             | D     | 320  |
| 9                | LMP2      | 26  | Signatech Nissan              | Soheil Ayari Franck Mailleux Lucas Ordóñez                        | Nissan VK45DE 4.5 L V8               | D     | 320  |
| 10               | LMP2      | 33  | Level 5 Motorsports           | Scott Tucker Christophe Bouchut João Barbosa                      | Lola B08/80                          | M     | 319  |
| 10               | LMP2      | 33  | Level 5 Motorsports           | Scott Tucker Christophe Bouchut João Barbosa                      | HPD HR28TT 2.8 L Turbo V6            | M     | 319  |
| 11               | LMGTE Pro | 73  | Corvette Racing               | Olivier Beretta Tommy Milner Antonio García                       | Corvette C6.R                        | M     | 314  |
| 11               | LMGTE Pro | 73  | Corvette Racing               | Olivier Beretta Tommy Milner Antonio García                       | Corvette 5.5 L V8                    | M     | 314  |
| 12               | LMP2      | 36  | RML                           | Mike Newton Ben Collins Thomas Erdos                              | HPD ARX-01d                          | D     | 314  |
| 12               | LMP2      | 36  | RML                           | Mike Newton Ben Collins Thomas Erdos                              | HPD HR28TT 2.8 L Turbo V6            | D     | 314  |
| 13               | LMGTE Pro | 51  | AF Corse SRL                  | Giancarlo Fisichella Gianmaria Bruni Toni Vilander                | Ferrari 458 GTC                      | M     | 314  |
| 13               | LMGTE Pro | 51  | AF Corse SRL                  | Giancarlo Fisichella Gianmaria Bruni Toni Vilander                | Ferrari 4.5 L V8                     | M     | 314  |
| 14               | LMP2      | 49  | OAK Racing                    | Shinji Nakano Nicolas de Crem Jan Charouz                         | OAK Pescarolo 01                     | D     | 313  |
| 14               | LMP2      | 49  | OAK Racing                    | Shinji Nakano Nicolas de Crem Jan Charouz                         | Judd-BMW HK 3.6 L V8                 | D     | 313  |
| 15               | LMGTE Pro | 56  | BMW Motorsport                | Andy Priaulx Dirk Müller Joey Hand                                | BMW M3 GT2                           | D     | 313  |
| 15               | LMGTE Pro | 56  | BMW Motorsport                | Andy Priaulx Dirk Müller Joey Hand                                | BMW 4.0 L V8                         | D     | 313  |
| 16               | LMGTE Pro | 77  | Team Felbermayr-Proton        | Marc Lieb Wolf Henzler Richard Lietz                              | Porsche 997 GT3-RSR                  | M     | 312  |
| 16               | LMGTE Pro | 77  | Team Felbermayr-Proton        | Marc Lieb Wolf Henzler Richard Lietz                              | Porsche 4.0 L Flat-6                 | M     | 312  |
| 17               | LMGTE Pro | 76  | IMSA Performance Matmut       | Raymond Narac Patrick Pilet Nicolas Armindo                       | Porsche 997 GT3-RSR                  | M     | 311  |
| 17               | LMGTE Pro | 76  | IMSA Performance Matmut       | Raymond Narac Patrick Pilet Nicolas Armindo                       | Porsche 4.0 L Flat-6                 | M     | 311  |
| 18               | LMGTE Pro | 80  | Flying Lizard Motorsports     | Jörg Bergmeister Lucas Luhr Patrick Long                          | Porsche 997 GT3-RSR                  | M     | 310  |
| 18               | LMGTE Pro | 80  | Flying Lizard Motorsports     | Jörg Bergmeister Lucas Luhr Patrick Long                          | Porsche 4.0 L Flat-6                 | M     | 310  |
| 19               | LMP2      | 40  | Race Performance              | Michel Frey Ralph Meichtry Marc Rostan                            | Oreca 03                             | D     | 304  |
| 19               | LMP2      | 40  | Race Performance              | Michel Frey Ralph Meichtry Marc Rostan                            | Judd-BMW HK 3.6 L V8                 | D     | 304  |
| 20               | LMGTE Am  | 50  | Larbre Compétition            | Patrick Bornhauser Julien Canal Gabriele Gardel                   | Corvette C6.R                        | M     | 302  |
| 20               | LMGTE Am  | 50  | Larbre Compétition            | Patrick Bornhauser Julien Canal Gabriele Gardel                   | Corvette 5.5 L V8                    | M     | 302  |
| 21               | LMGTE Am  | 70  | Larbre Compétition            | Christophe Bourret Pascal Gibon Jean-Philippe Belloc              | Porsche 997 GT3-RSR                  | M     | 301  |
| 21               | LMGTE Am  | 70  | Larbre Compétition            | Christophe Bourret Pascal Gibon Jean-Philippe Belloc              | Porsche 4.0 L Flat-6                 | M     | 301  |
| 22               | LMGTE Pro | 65  | Lotus Jetalliance             | Jonathan Hirschi Johnny Mowlem James Rossiter                     | Lotus Evora GTE                      | M     | 295  |
| 22               | LMGTE Pro | 65  | Lotus Jetalliance             | Jonathan Hirschi Johnny Mowlem James Rossiter                     | Toyota-Cosworth 4.0 L V6             | M     | 295  |
| 23               | LMGTE Pro | 75  | Prospeed Competition          | Marc Goossens Marco Holzer Jaap van Lagen                         | Porsche 997 GT3-RSR                  | M     | 293  |
| 23               | LMGTE Pro | 75  | Prospeed Competition          | Marc Goossens Marco Holzer Jaap van Lagen                         | Porsche 4.0 L Flat-6                 | M     | 293  |
| 24               | LMGTE Pro | 66  | JMW Motorsport                | Robert Bell Tim Sugden Xavier Maassen                             | Ferrari 458 GTC                      | D     | 290  |
| 24               | LMGTE Pro | 66  | JMW Motorsport                | Robert Bell Tim Sugden Xavier Maassen                             | Ferrari 4.5 L V8                     | D     | 290  |
| 25               | LMP2      | 35  | OAK Racing                    | Frédéric Da Rocha Patrice Lafargue Andrea Barlesi                 | OAK Pescarolo 01                     | D     | 288  |
| 25               | LMP2      | 35  | OAK Racing                    | Frédéric Da Rocha Patrice Lafargue Andrea Barlesi                 | Judd-BMW HK 3.6 L V8                 | D     | 288  |
| 26               | LMGTE Am  | 68  | Robertson Racing LLC          | David Robertson Andrea Robertson David Murry                      | Ford GT-R Mk. VII                    | M     | 285  |
| 26               | LMGTE Am  | 68  | Robertson Racing LLC          | David Robertson Andrea Robertson David Murry                      | Ford 5.0 L V8                        | M     | 285  |
| 27               | LMGTE Am  | 83  | JMB Racing                    | Manuel Rodrigues Jean-Marc Menahem Nicolas Marroc                 | Ferrari F430 GTE                     | D     | 272  |
| 27               | LMGTE Am  | 83  | JMB Racing                    | Manuel Rodrigues Jean-Marc Menahem Nicolas Marroc                 | Ferrari 4.0 L V8                     | D     | 272  |
| Non classificate |           |     |                               |                                                                   |                                      |       |      |
| 28 NC            | LMP2      | 44  | Extrême Limite AM Paris       | Fabien Rosier Phillipe Haezebrouck Jean-René De Fournoux          | Norma M200P                          | D     | 247  |
| 28 NC            | LMP2      | 44  | Extrême Limite AM Paris       | Fabien Rosier Phillipe Haezebrouck Jean-René De Fournoux          | Judd-BMW HK 3.6 L V8                 | D     | 247  |
| Non concluso     |           |     |                               |                                                                   |                                      |       |      |
| 29 DNF           | LMP1      | 16  | Pescarolo Team                | Emmanuel Collard Christophe Tinseau Julien Jousse                 | Pescarolo 01                         | M     | 305  |
| 29 DNF           | LMP1      | 16  | Pescarolo Team                | Emmanuel Collard Christophe Tinseau Julien Jousse                 | Judd GV5 S2 5.0 L V10                | M     | 305  |
| 30 DNF           | LMGTE Pro | 55  | BMW Motorsport                | Augusto Farfus Jörg Müller Dirk Werner                            | BMW M3 GT2                           | D     | 276  |
| 30 DNF           | LMGTE Pro | 55  | BMW Motorsport                | Augusto Farfus Jörg Müller Dirk Werner                            | BMW 4.0 L V8                         | D     | 276  |
| 31 DNF           | LMGTE Pro | 74  | Corvette Racing               | Oliver Gavin Richard Westbrook Jan Magnussen                      | Corvette C6.R                        | M     | 211  |
| 31 DNF           | LMGTE Pro | 74  | Corvette Racing               | Oliver Gavin Richard Westbrook Jan Magnussen                      | Corvette 5.5 L V8                    | M     | 211  |
| 32 DNF           | LMGTE Am  | 81  | Flying Lizard Motorsports     | Seth Neiman Darren Law Spencer Pumpelly                           | Porsche 997 GT3-RSR                  | M     | 211  |
| 32 DNF           | LMGTE Am  | 81  | Flying Lizard Motorsports     | Seth Neiman Darren Law Spencer Pumpelly                           | Porsche 4.0 L Flat-6                 | M     | 211  |
| 33 DNF           | LMP2      | 48  | Team Oreca-Matmut             | Alexandre Prémat David Hallyday Dominik Kraihamer                 | Oreca 03                             | M     | 200  |
| 33 DNF           | LMP2      | 48  | Team Oreca-Matmut             | Alexandre Prémat David Hallyday Dominik Kraihamer                 | Nissan VK45DE 4.5 L V8               | M     | 200  |
| 34 DNF           | LMGTE Am  | 63  | Proton Competition            | Horst Felbermayr, Jr. Horst Felbermayr, Sr. Christian Ried        | Porsche 997 GT3-RSR                  | M     | 199  |
| 34 DNF           | LMGTE Am  | 63  | Proton Competition            | Horst Felbermayr, Jr. Horst Felbermayr, Sr. Christian Ried        | Porsche 4.0 L Flat-6                 | M     | 199  |
| 35 DNF           | LMP1      | 13  | Rebellion Racing              | Andrea Belicchi Jean-Christophe Boullion Guy Smith                | Lola B10/60                          | M     | 190  |
| 35 DNF           | LMP1      | 13  | Rebellion Racing              | Andrea Belicchi Jean-Christophe Boullion Guy Smith                | Toyota RV8KLM 3.4 L V8               | M     | 190  |
| 36 DNF           | LMGTE Am  | 61  | AF Corse SRL                  | Piergiuseppe Perazzini Marco Cioci Seán Paul Breslin              | Ferrari F430 GTE                     | M     | 188  |
| 36 DNF           | LMGTE Am  | 61  | AF Corse SRL                  | Piergiuseppe Perazzini Marco Cioci Seán Paul Breslin              | Ferrari 4.0 L V8                     | M     | 188  |
| 37 DNF           | LMGTE Pro | 59  | Luxury Racing                 | Stéphane Ortelli Frédéric Makowiecki Jaime Melo                   | Ferrari 458 GTC                      | M     | 183  |
| 37 DNF           | LMGTE Pro | 59  | Luxury Racing                 | Stéphane Ortelli Frédéric Makowiecki Jaime Melo                   | Ferrari 4.5 L V8                     | M     | 183  |
| 38 DNF           | LMGTE Pro | 71  | AF Corse                      | Robert Kauffman Michael Waltrip Rui Águas                         | Ferrari 458 GTC                      | M     | 178  |
| 38 DNF           | LMGTE Pro | 71  | AF Corse                      | Robert Kauffman Michael Waltrip Rui Águas                         | Ferrari 4.5 L V8                     | M     | 178  |
| 39 DNF           | LMGTE Pro | 88  | Team Felbermayr-Proton        | Nick Tandy Abd al-Aziz bin Turki bin Faysal Al Sa'ud Bryce Miller | Porsche 997 GT3-RSR                  | M     | 169  |
| 39 DNF           | LMGTE Pro | 88  | Team Felbermayr-Proton        | Nick Tandy Abd al-Aziz bin Turki bin Faysal Al Sa'ud Bryce Miller | Porsche 4.0 L Flat-6                 | M     | 169  |
| 40 DNF           | LMP2      | 42  | Strakka Racing                | Nick Leventis Danny Watts Jonny Kane                              | HPD ARX-01d                          | M     | 144  |
| 40 DNF           | LMP2      | 42  | Strakka Racing                | Nick Leventis Danny Watts Jonny Kane                              | HPD HR28TT 2.8 L Turbo V6            | M     | 144  |
| 41 DNF           | LMGTE Am  | 60  | Gulf AMR Middle East          | Fabien Giroix Roald Goethe Michael Wainright                      | Aston Martin Vantage GT2             | D     | 141  |
| 41 DNF           | LMGTE Am  | 60  | Gulf AMR Middle East          | Fabien Giroix Roald Goethe Michael Wainright                      | Aston Martin 4.5 L V8                | D     | 141  |
| 42 DNF           | LMP2      | 39  | PeCom Racing                  | Luís Pérez Companc Matías Russo Pierre Kaffer                     | Lola B11/40                          | M     | 139  |
| 42 DNF           | LMP2      | 39  | PeCom Racing                  | Luís Pérez Companc Matías Russo Pierre Kaffer                     | Judd-BMW HK 3.6 L V8                 | M     | 139  |
| 43 DNF           | LMGTE Pro | 89  | Hankook-Team Farnbacher       | Dominik Farnbacher Allan Simonsen Leh Keen                        | Ferrari 458 GTC                      | H     | 137  |
| 43 DNF           | LMGTE Pro | 89  | Hankook-Team Farnbacher       | Dominik Farnbacher Allan Simonsen Leh Keen                        | Ferrari 4.5 L V8                     | H     | 137  |
| 44 DNF           | LMGTE Pro | 58  | Luxury Racing                 | Anthony Beltoise François Jakubowski Pierre Thiriet               | Ferrari 458 GTC                      | M     | 136  |
| 44 DNF           | LMGTE Pro | 58  | Luxury Racing                 | Anthony Beltoise François Jakubowski Pierre Thiriet               | Ferrari 4.5 L V8                     | M     | 136  |
| 45 DNF           | LMGTE Pro | 64  | Lotus Jetalliance             | Oskar Slingerland Martin Rich John Hartshorne                     | Lotus Evora GTE                      | M     | 126  |
| 45 DNF           | LMGTE Pro | 64  | Lotus Jetalliance             | Oskar Slingerland Martin Rich John Hartshorne                     | Toyota-Cosworth 4.0 L V6             | M     | 126  |
| 46 DNF           | LMGTE Am  | 57  | Krohn Racing                  | Tracy Krohn Nic Jönsson Michele Rugolo                            | Ferrari F430 GTE                     | D     | 123  |
| 46 DNF           | LMGTE Am  | 57  | Krohn Racing                  | Tracy Krohn Nic Jönsson Michele Rugolo                            | Ferrari 4.0 L V8                     | D     | 123  |
| 47 DNF           | LMP1      | 24  | OAK Racing                    | Richard Hein Jacques Nicolet Jean-François Yvon                   | OAK Pescarolo 01                     | D     | 119  |
| 47 DNF           | LMP1      | 24  | OAK Racing                    | Richard Hein Jacques Nicolet Jean-François Yvon                   | Judd DB 3.4 L V8                     | D     | 119  |
| 48 DNF           | LMP1      | 1   | Audi Sport Team Joest         | Timo Bernhard Romain Dumas Mike Rockenfeller                      | Audi R18 TDI                         | M     | 116  |
| 48 DNF           | LMP1      | 1   | Audi Sport Team Joest         | Timo Bernhard Romain Dumas Mike Rockenfeller                      | Audi TDI 3.7 L Turbo V6 (Diesel)     | M     | 116  |
| 49 DNF           | LMP1      | 5   | Hope Racing                   | Steve Zacchia Jan Lammers Casper Elgaard                          | Oreca 01                             | M     | 115  |
| 49 DNF           | LMP1      | 5   | Hope Racing                   | Steve Zacchia Jan Lammers Casper Elgaard                          | Swiss HyTech 2.0 L Hybrid Turbo I4   | M     | 115  |
| 50 DNF           | LMGTE Am  | 62  | CRS Racing                    | Pierre Ehret Shaun Lynn Roger Wills                               | Ferrari F430 GTE                     | M     | 84   |
| 50 DNF           | LMGTE Am  | 62  | CRS Racing                    | Pierre Ehret Shaun Lynn Roger Wills                               | Ferrari 4.0 L V8                     | M     | 84   |
| 51 DNF           | LMP1      | 15  | OAK Racing                    | Guillaume Moreau Pierre Ragues Tiago Monteiro                     | OAK Pescarolo 01                     | D     | 80   |
| 51 DNF           | LMP1      | 15  | OAK Racing                    | Guillaume Moreau Pierre Ragues Tiago Monteiro                     | Judd DB 3.4 L V8                     | D     | 80   |
| 52 DNF           | LMGTE Pro | 79  | Jota                          | Sam Hancock Simon Dolan Chris Buncombe                            | Aston Martin Vantage GT2             | D     | 74   |
| 52 DNF           | LMGTE Pro | 79  | Jota                          | Sam Hancock Simon Dolan Chris Buncombe                            | Aston Martin 4.5 L V8                | D     | 74   |
| 53 DNF           | LMP1      | 20  | Quifel-ASM Team               | Miguel Amaral Olivier Pla Warren Hughes                           | Zytek 09SC                           | D     | 48   |
| 53 DNF           | LMP1      | 20  | Quifel-ASM Team               | Miguel Amaral Olivier Pla Warren Hughes                           | Zytek ZG348 3.4 L V8                 | D     | 48   |
| 54 DNF           | LMP1      | 3   | Audi Sport North America      | Tom Kristensen Rinaldo Capello Allan McNish                       | Audi R18 TDI                         | M     | 14   |
| 54 DNF           | LMP1      | 3   | Audi Sport North America      | Tom Kristensen Rinaldo Capello Allan McNish                       | Audi TDI 3.7 L Turbo V6 (Diesel)     | M     | 14   |
| 55 DNF           | LMP1      | 007 | Aston Martin Racing           | Stefan Mücke Darren Turner Christian Klien                        | Aston Martin AMR-One                 | M     | 4    |
| 55 DNF           | LMP1      | 007 | Aston Martin Racing           | Stefan Mücke Darren Turner Christian Klien                        | Aston Martin 2.0 L Turbo I6          | M     | 4    |
| 56 DNF           | LMP1      | 009 | Aston Martin Racing           | Harold Primat Adrián Fernández Andy Meyrick                       | Aston Martin AMR-One                 | M     | 2    |
| 56 DNF           | LMP1      | 009 | Aston Martin Racing           | Harold Primat Adrián Fernández Andy Meyrick                       | Aston Martin 2.0 L Turbo I6          | M     | 2    |

## Statistiche
- Pole position - Benoît Tréluyer su Audi R18 TDI nº2, in 3:25.738
- Giro più veloce in gara - André Lotterer su Audi R18 TDI nº2, in 3:25.289